# Ivo Oliveira (ciclista)
Ivo Emanuel Alves Oliveira (Vila Nova de Gaia, 5 settembre 1996) è un ciclista su strada e pistard portoghese che corre per l'UAE Team Emirates XRG.
Campione europeo 2020 di inseguimento individuale, è fratello gemello di Rui Oliveira, a sua volta ciclista.

## Palmarès

### Strada
- 2014 (Juniores)

Campionati portoghesi, Prova a cronometro Junior
- 2015 (Liberty Seguros-Carglass, una vittoria)

2ª tappa Volta às Terras de Santa Maria Feira (Santa Maria da Feira > Santa Maria da Feira, cronometro)
- 2016 (Liberty Seguros-Carglass, una vittoria)

2ª tappa Volta às Terras de Santa Maria Feira (Santa Maria da Feira > Santa Maria da Feira, cronometro)
- 2017 (Axeon Hagens Berman)

Prologo Grand Prix Priessnitz spa (Krnov > Krnov, cronometro)
- 2018 (Hagens Berman Axeon, due vittorie)

4ª tappa Circuit des Ardennes (Charleville-Mézières > Charleville-Mézières)
Campionati portoghesi, Prova a cronometro Under-23
- 2020 (UAE Team Emirates, una vittoria)

Campionati portoghesi, Prova a cronometro Elite
- 2023 (UAE Team Emirates, due vittorie)

1ª tappa Boucles de la Mayenne (Laval > Laval, cronometro)
Campionati portoghesi, Prova in linea Elite
- 2025 (UAE Team Emirates XRG, quattro vittorie)

2ª tappa Giro d'Abruzzo (Tocco da Casauria > Penne)
4ª tappa Giro d'Abruzzo (Corropoli > Isola del Gran Sasso)
5ª tappa Giro di Slovenia (Litija > Novo mesto)
Campionati portoghesi, Prova in linea Elite

#### Altri successi
- 2015 (Liberty Seguros-Carglass)

Classifica giovani Volta a Bairrada
Festas de Lousada
- 2016 (Liberty Seguros-Carglass)

Classifica giovani Volta a Bairrada
- 2017 (Axeon Hagens Berman)

Póvoa da Galega

### Pista
- 2013 (Juniores)

Campionati portoghesi, Inseguimento individuale Junior
- 2014 (Juniores)

Campionati portoghesi, Omnium Junior
Campionati portoghesi, Velocità Junior (con Rui Oliveira e Pedro Preto)
Campionati portoghesi, Inseguimento a squadre Junior (con Rui Oliveira, Pedro Preto e Rodrigo Rocha)
Campionati europei, Inseguimento individuale Junior
Campionati del mondo, Inseguimento individuale Junior
- 2016

Troféu CAR, Chilometro a cronometro
Campionati portoghesi, Inseguimento individuale
Campionati portoghesi, Chilometro a cronometro
- 2017

Campionati portoghesi, Inseguimento individuale
Campionati portoghesi, Corsa a punti
Campionati portoghesi, Omnium
- 2018

Grand Prix Prostějov, Americana (con Rui Oliveira)
Grand Prix Prostějov, Omnium
Campionati portoghesi, Americana (con Rui Oliveira)
Campionati portoghesi, Omnium
- 2019

Campionati portoghesi, Corsa a punti
- 2020

Campionati portoghesi, Omnium
Campionati europei, Inseguimento individuale
- 2021

Troféu Alves Barbosa, Americana (con Rui Oliveira)
Troféu Alves Barbosa, Omnium
Troféu Sunlive, Omnium
- 2022

Troféu Internacional de Anadia, Americana (con Rui Oliveira)
- 2023

Campionati portoghesi, Americana (con Rui Oliveira)
3ª prova Coppa delle Nazioni, Americana (con Iúri Leitão)
- 2024

Troféu Internacional de Anadia, Omnium

## Piazzamenti

### Grandi Giri
- Vuelta a España

2020: 100º
2022: 130º

### Competizioni mondiali
- Campionati del mondo su strada

Ponferrada 2014 - Cronometro Junior: 30º
Doha 2016 - Cronometro Under-23: 36º
Doha 2016 - In linea Under-23: 27º
Bergen 2017 - Cronometro Under-23: 21º
Bergen 2017 - In linea Under-23: 101º
Innsbruck 2018 - Cronometro Under-23: 28º
Imola 2020 - Cronometro Elite: 34º
Imola 2020 - In linea Elite: 88º
Wollongong 2022 - In linea Elite: 83º
Zurigo 2024 - In linea Elite: ritirato
- Campionati del mondo su pista

Glasgow 2013 - Corsa a punti Junior: 3º
Seul 2014 - Inseguimento individuale Junior: vincitore
Seul 2014 - Americana Junior: 3º
Londra 2016 - Corsa a punti: ritirato
Hong Kong 2017 - Inseguimento individuale: 6º
Hong Kong 2017 - Omnium: 10º
Apeldoorn 2018 - Inseguimento individuale: 2º
Apeldoorn 2018 - Omnium: 4º
Pruszków 2019 - Inseguimento individuale: 6º
Pruszków 2019 - Americana: 17º
Berlino 2020 - Inseguimento individuale: 8º
Berlino 2020 - Americana: 14º
St. Quentin-en-Yvelines 2022 - Inseguimento individuale: 3º
St. Quentin-en-Yvelines 2022 - Americana: 6º
Glasgow 2023 - Inseguimento individuale: 4º
Glasgow 2023 - Americana: 10º
Ballerup 2024 - Inseguimento individuale: 6º
Ballerup 2024 - Americana: 4º

### Competizioni continentali
- Campionati europei su strada

Nyon 2014 - Cronometro Junior: 52º
Nyon 2014 - In linea Junior: fuori tempo massimo
Plumelec 2016 - Cronometro Under-23: 24º
Plumelec 2016 - In linea Under-23: 60º
Plouay 2020 - In linea Elite: 60º
Drenthe 2023 - Cronometro Elite: 18º
Drenthe 2023 - In linea Elite: 34º
Limburgo 2024 - Cronometro Elite: 15º
Limburgo 2024 - In linea Elite: ritirato
- Campionati europei su pista

Anadia 2014 - Inseguimento individuale Junior: vincitore
Anadia 2014 - Omnium Junior: 3º
Atene 2015 - Chilometro a cronometro Under-23: 7º
Atene 2015 - Omnium Under-23: 8º
Grenchen 2015 - Scratch: 12º
Grenchen 2015 - Corsa a punti: 8º
Grenchen 2015 - Inseguimento individuale: 15º
Grenchen 2015 - Corsa a eliminazione: 15º
Grenchen 2015 - Americana: 14º
Montichiari 2016 - Inseguimento individuale Under-23: 2º
Montichiari 2016 - Chilometro a cronometro Under-23: 7º
Montichiari 2016 - Corsa a punti Under-23: 7º
Montichiari 2016 - Omnium Under-23: 3º
St. Quentin-en-Yvelines 2016 - Inseguimento individuale: 5º
Sangalhos 2017 - Inseguimento individuale Under-23: 2º
Berlino 2017 - Inseguimento individuale: 2º
Berlino 2017 - Americana: 11º
Glasgow 2018 - Inseguimento individuale: 2º
Glasgow 2018 - Americana: 12º
Glasgow 2018 - Scratch: 15º
Plovdiv 2020 - Inseguimento individuale: vincitore
Plovdiv 2020 - Americana: 2º
Heusden-Zolder 2025 - Inseguimento individuale: 2º
Heusden-Zolder 2025 - Americana: 2º